# 品川区立品川学園
品川区立品川学園（しながわくりつしながわがくえん）は、東京都品川区北品川3丁目にある義務教育学校である。2011年4月より開校。

## 概要
2011年4月に品川区立品川小学校、品川区立城南中学校の2学校が統合し、品川区立として5校目の小中一貫校として「品川区立小中一貫校品川学園」となった。2016年4月、2学校を正式に廃止し、義務教育学校として設立された。
学園内には、保育園・幼稚園を統合した幼保一体施設「北品川すこやか園」も併設され、0歳から5歳の乳幼児が通う複合施設として開校した。

### 併設施設
- すまいるスクール品川

## 沿革
- 2011年（平成23年）
  - 4月1日 - 品川区立品川小学校・品川区立城南中学校を統合し、「品川区立小中一貫校品川学園」と称する。
  - 4月6日 - 小中一貫校品川学園開校式。
  - 5月14日 - 小中一貫校品川学園落成式。
- 2012年（平成24年）8月10日 - 小中一貫校品川学園グラウンド完成。
- 2013年（平成25年）10月 - 連合自治会発足。
- 2015年（平成27年）11月28日 - 品川学園校章制定。
- 2016年（平成28年）4月 - 学校教育法改正に伴い、品川区立品川小学校・品川区立城南中学校を廃止し、義務教育学校「品川区立品川学園」を設置。

## 教育目標
学ぶ力 豊かな心 健やかな体

## 交通
- 京急本線新馬場駅徒歩5分
- JR山手線、埼京線、湘南新宿ライン・東京臨海高速鉄道りんかい線 大崎駅徒歩12分